# Gens Atilia
Die gens Atilia (eingedeutscht: Atilier) war eine plebejische Familie (gens) im antiken Rom, die das Gentilnomen Atilius führte und offenbar zur Klientel der gens Fabia gehörte (siehe Aulus Atilius Calatinus).

## Namen und Zweige
Die Familienzweige (stirpes) der Atilii Calatini und Atilii Reguli waren Cousins. Der Name Catalinus ist eindeutig ein Cognomen, welches auf die Region Calatia verweist, etwa 10 Kilometer südwestlich von Capua. Sie wurde unter dem ersten Konsulat eines Atilius, Marcus Atilius Regulus Calenus, im Jahr 335 v. Chr. unterworfen. Da es aber tatsächlich sein Kollege, der Patrizier Marcus Valerius Corvus war, der die Stadt Cales eroberte, ist es wahrscheinlich, dass Atilius von dort kam.
Keramik aus der Region weist darauf hin, dass die Namen K. und N. Atilius aus der Gegend um Capua stammen. Zudem kommen die Vornamen Kaeso und Numercius, Praenomen der gens Atilia, unter den patrizischen Familien nur bei der gens Fabia vor. Die Atilii waren zu der Zeit, als sie das römische Bürgerrecht erlangten, die führende Familie Kampaniens, und der Beiname Regulus könnte auf eine königliche Stellung dort hindeuten. Großgrundbesitz der Fabier in Falernia resultiert vielleicht aus einem Vertrag aus dem Jahr 340 v. Chr., in dem capuanisches Land nördlich des Flusses Volturnus an Rom abgetreten wurde.

## Bekannte Vertreter
- Atilia (Gattin Catos), Ehefrau Catos des Jüngeren, 1. Jahrhundert v. Chr.
- Atilius, Dramendichter des 2. Jahrhunderts v. Chr.
- Atilius, Freigelassener, der 27 in Fidenae ein hölzernes Amphitheater errichtete, das zusammenbrach
- Atilius Crescens, ein Freund Plinius des Jüngeren
- Atilius Fortunatianus, Grammatiker im 4. Jahrhundert
- Atilius Vergilio, Fahnenträger, der Galba 69 verließ
- Aulus Atilius Caiatinus, Konsul 258 und 254 v. Chr.
- Aulus Atilius Calatinus, um 306 v. Chr., angeklagt in den Samnitenkriegen
- Aulus Atilius Serranus, Konsul 170 v. Chr.
- Gaius Atilius Barbarus, Konsul 71
- Gaius Atilius Bulbus, Konsul 245 und 235 v. Chr.
- Gaius Atilius Regulus (Konsul 257 v. Chr.), römischer Politiker, Konsul 257 v. Chr. und 250 v. Chr.
- Gaius Atilius Regulus (Konsul 225 v. Chr.) († 225 v. Chr.), römischer Politiker
- Gaius Atilius Serranus (Konsul 106 v. Chr.), römischer Konsul 106 v. Chr.
- Gaius Atilius Serranus (Konsul 120), römischer Suffektkonsul 120
- Lucius Atilius (Volkstribun 311 v. Chr.), römischer Politiker
- Lucius Atilius (Quästor) († 216 v. Chr.), römischer Politiker
- Lucius Atilius (Militär), römischer Militär, 3. Jahrhundert v. Chr.
- Lucius Atilius (Volkstribun 210 v. Chr.), römischer Politiker
- Lucius Atilius (Prätor), römischer Prätor 197 v. Chr.
- Marcus Atilius Metilius Bradua, Konsul 108
- Marcus Atilius Regulus (Konsul 294 v. Chr.), römischer Politiker
- Marcus Atilius Regulus (Konsul 267 v. Chr.) († um 250 v. Chr.), römischer Politiker und Feldherr
- Marcus Atilius Regulus (Konsul 227 v. Chr.), römischer Politiker, Konsul 227 und 217 v. Chr., Censor 214 v. Chr.
- Marcus Atilius Regulus Calenus, römischer Politiker, Konsul 335 v. Chr.
- Sextus Atilius Serranus, Konsul 136 v. Chr.
- Titus Atilius Rufus, römischer Statthalter, 1. Jahrhundert
- Titus Atilius Rufus Titianus, Konsul 127
- Appius Annius Atilius Bradua, Konsul 160
- Tiberius Claudius Bradua Atticus, Konsul 185
- Quintus Glitius Atilius Agricola, römischer Senator, 1. und 2. Jahrhundert
- Publius Vigellius Raius Plarius Saturninus Atilius Braduanus Caucidius Tertullus, römischer Suffektkonsul, 2. Jahrhundert